# Ајдлинген
Ајдлинген (њем. Aidlingen) општина је у њемачкој савезној држави Баден-Виртемберг. Једно је од 25 општинских средишта округа Беблинген. Према процјени из 2010. у општини је живјело 9.125 становника. Посједује регионалну шифру (AGS) 8115001.

## Географија
Ајдлинген се налази у савезној држави Баден-Виртемберг у округу Беблинген. Општина се налази на надморској висини од 427 метара. Површина општине износи 26,6 km².

## Становништво
У самом мјесту је, према процјени из 2010. године, живјело 9.125 становника. Просјечна густина становништва износи 344 становника/km².